# Tytsjerksteradiel
Tytsjerksteradiel hollandiai község Hollandiában, Frízföld tartományban. Lakosainak száma 32 060 fő (2021. január 1.).

## Földrajza
Tytsjerksteradiel Ferwerderadiel, Achtkarspelen, Dantumadiel, Boarnsterhim, Leeuwarden, Leeuwarderadeel, Smallingerland és Noardeast-Fryslân községekkel határos.